# Masami Tanabu
Masami Tanabu (jap. 田名部 匡省, Tanabu Masami; * 7. Dezember 1934 in Hachinohe, Präfektur Aomori; † 26. März 2025 ebenda) war ein japanischer Eishockeyspieler, -trainer und Politiker. Bis 2010 war er für die Demokratische Partei (DPJ) Abgeordneter des Sangiin, des Oberhauses, und war von 1991 bis 1993 Minister für Landwirtschaft, Forsten und Fischerei im Kabinett. Als Eishockeyspieler nahm Tanabu zweimal an Olympischen Winterspielen teil, bei den Spielen von Sapporo trainierte er 1972 die Nationalmannschaft.

## Leben
Tanabu absolvierte 1957 sein Wirtschaftsstudium an der Rikkyō-Universität, danach verfolgte er zunächst seine Karriere als Eishockeyspieler bei der Mannschaft Iwakura (岩倉組). Für die Nationalmannschaft nahm er 1957 und 1962 an Weltmeisterschaften sowie 1960 in Squaw Valley und 1964 in Innsbruck an Olympischen Winterspielen teil. Nach seiner aktiven Karriere war er als Trainer der Nationalmannschaft tätig, die er bei drei Weltmeisterschaften und den Olympischen Winterspielen 1972 in Sapporo als Cheftrainer leitete.
Tanabus politische Karriere begann 1967 im Präfekturparlament Aomori. In dieser Zeit war er auch noch Trainer der Eishockeymannschaft der Seibu Tetsudō, einem Vorläufer der Seibu Prince Rabbits. Nach zwei Legislaturperioden als Präfekturpolitiker wechselte Tanabu in die nationale Politik. Eine erste Kandidatur für das Shūgiin, das Unterhaus, als unabhängiger Kandidat scheiterte 1976, bevor er bei der Wahl von 1979 als Kandidat der Liberaldemokratischen Partei (LDP) ins Kokkai einzog. In sechs aufeinanderfolgenden Legislaturperioden war er unter anderem Vorsitzender der Telekommunikations- und Verkehrsausschüsse sowie 1985 parlamentarischer Staatssekretär (seimujikan) im Postministerium.
Im November 1991 berief Premierminister Miyazawa Kiichi Tanabu zum Landwirtschaftsminister. Nach seiner Wiederwahl bei der Shūgiin-Wahl 1993 verließ Tanabu die LDP und gab seinen Ministerposten im scheidenden Kabinett auf. 1994 wechselte er in die Erneuerungspartei und beteiligte sich zum Jahresende an der Gründung der Neuen Fortschrittspartei (NFP). Allerdings unterlag er 1996 als Kandidat der NFP nach neuem Wahlrecht nun im Einzelwahlkreis Aomori 3 Umweltminister Tadamori Ōshima (LDP) und verlor sein Mandat.
1998 kehrte Tanabu ins Parlament zurück, als er bei der Sangiin-Wahl als unabhängiger Kandidat in der Präfektur Aomori (ein Sitz) gewählt wurde. 1999 beteiligte er sich an der Gründung des mushozoku no kai („Versammlung der Unabhängigen“), 2001 wurde er Parteivorsitzender. Ein Jahr später, 2002, verließ er das mushozoku no kai und wechselte zur Demokratischen Partei. Bei der Wahl von 2004 wurde er für weitere sechs Jahre wiedergewählt. 2005 übernahm er den Vorsitz im Ausschuss für Land, Infrastruktur und Verkehr, seit 2007 leitete er den „Forschungsausschuss für eine alternde Gesellschaft mit Geburtenrückgang und gesellschaftlichen Zusammenhalt“ (少子高齢化・共生社会に関する調査会長) des Sangiin.
Zur Sangiin-Wahl 2010 trat Tanabu nicht mehr an und zog sich aus der Politik zurück.

## Familie
Tanabus Tochter Masayo war DPJ-Abgeordnete im Shūgiin für den Verhältniswahlblock Tōhoku – im 3. Wahlkreis Aomori unterlag sie dreimal Tadamori Ōshima – und vertritt seit 2016 Aomori für die Minshintō im Sangiin.